# Adelio Tomasin

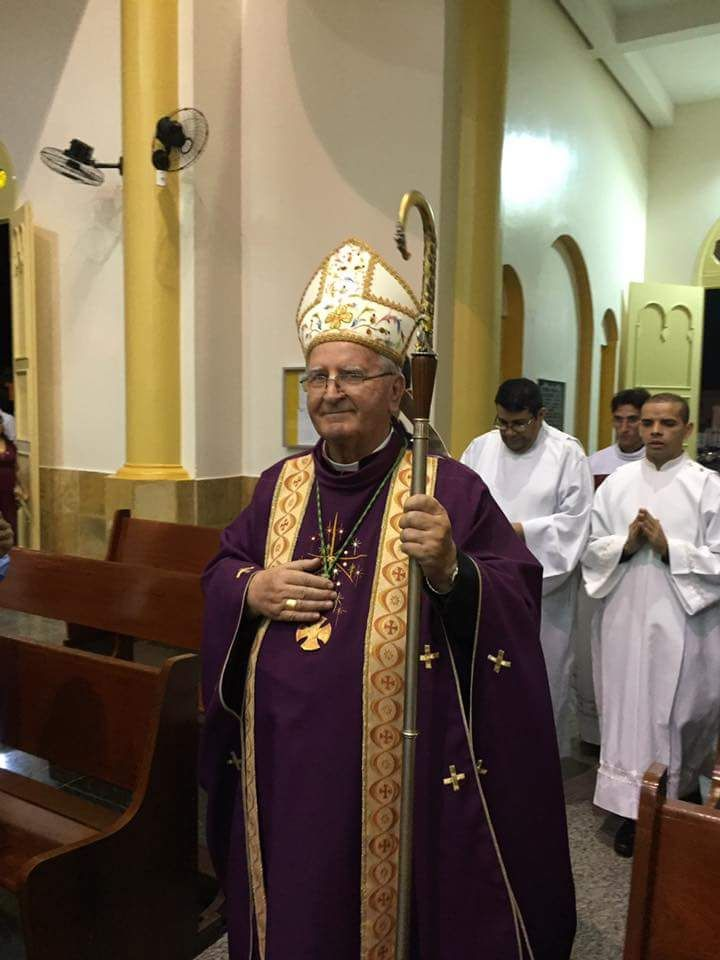
Bischof Adelio Tomasin (2020)

Adelio Giuseppe Tomasin PSDP (portugiesisch Adélio José Tomasin; * 27. April 1930 in Montegaldella; † 30. September 2024 in Quixadá) war ein italienischer Ordensgeistlicher und römisch-katholischer Bischof von Quixadá.

## Leben
Adelio Giuseppe Tomasin trat der Ordensgemeinschaft der Armen Diener der Göttlichen Vorsehung bei, legte am 17. Oktober 1951 die Profess ab und empfing am 26. März 1955 die Priesterweihe.
Papst Johannes Paul II. ernannte ihn am 16. März 1988 zum Bischof von Quixadá. Der Erzbischof von Porto Alegre, João Cláudio Colling, spendete ihm am 26. März desselben Jahres die Bischofsweihe; Mitkonsekratoren waren Alfredo Vicente Kardinal Scherer, Alterzbischof von Porto Alegre, und Thadeu Gomes Canellas, Weihbischof in Porto Alegre. Er förderte die Gemeinschaft Regina Pacis, die Alessandro Nottegar (1943–1986), ein italienischer Arzt, der in Brasilien arbeitete, gegründet hatte.
Am 3. Januar 2007 nahm Papst Benedikt XVI. sein altersbedingtes Rücktrittsgesuch an.